# Assassinio per contratto
Assassinio per contratto (Murder by Contract) è un noir americano del 1958, diretto da Irving Lerner. Incentrato su un sicario esistenzialista a cui è stato assegnato il compito di uccidere una donna, il film è spesso lodato per il suo stile scarno e cool.
Sebbene non avesse avuto un vasto pubblico all'epoca in cui uscì, il film ha influenzato il cinema americano, soprattutto il regista Martin Scorsese, che in una sua affermazione celebre, citò Murder by Contract come "il film che mi ha più influenzato".

## Trama e personaggio principale
Claude è un uomo disilluso che, alla ricerca di soldi facili per comprare una bella casa sulla riva del fiume Ohio, decide di diventare un sicario per conto di Mr. Brink. Dopo aver dato prova delle sue capacità, portando a termine in maniera tanto efficace quanto spietata alcuni omicidi, a Claude viene affidato il compito di uccidere un testimone in un processo d'alto profilo a Los Angeles.
All'inizio il sicario è rilassato sul compito assegnatogli, e passa parecchi giorni da turista, girovagando per la città accompagnato dai suoi due "supervisori", George e Marc. Tutto cambia quando scopre che l'obiettivo è una donna, Billie Williams: Claude ritiene le donne un obiettivo difficile da uccidere, perché "imprevedibili". Nei giorni successivi alla scoperta, il sicario tenta di trovare un modo per uccidere Billie, che non lascia mai casa, protetta dalla polizia. Dopo due tentativi, Claude crede di aver portato a termine il lavoro, ma in seguito scopre che non è così.
Il tempo per uccidere Billie è poco, e Claude ritiene che il compito affidatogli sia inevitabilmente "iellato", si rifiuta di andare avanti; a George e Marc viene quindi chiesto di farlo fuori, ma Claude uccide i due e ricontratta con Mr. Brink la tariffa richiesta per portare a termine il lavoro, ottenendo il doppio del denaro. Riesce alla fine a intrufolarsi in casa di Billie tramite una conduttura, ma esita quando è sul punto di strangolarla. La polizia arriva, Claude tenta di fuggire tramite la conduttura ma è in trappola e viene ucciso nella sparatoria conseguente.

### Claude
Claude si distingue dagli altri sicari per la sua riluttanza a portare una pistola con sé, e per il suo approccio distaccato e preciso con l'assassinio, che tratta come se fosse una semplice questione di affari.

## Produzione e distribuzione
Murder by Contract è stato diretto da Irving Lerner da una sceneggiatura originale di Ben Simcoe. A un certo punto della lavorazione, Ben Maddow, già nominato a un Oscar per il suo lavoro con Giungla d'asfalto, mise mano allo script, non accreditato (Maddow, inserito nella lista nera di Hollywood, lavorò anche ad altri film dell'epoca da non accreditato, inclusi Johnny Guitar e Il selvaggio). Il film fu girato in sette giorni nel febbraio del 1958 a Los Angeles. Prodotto dalla Orbit Productions, è stato distribuito nelle sale a dicembre del 1958 dalla Columbia Pictures. Columbia detiene i diritti del film dal 1º ottobre 1958.

## Influenza e reputazione
Parte della reputazione del film è dovuta all'influenza che ha esercitato sul regista Martin Scorsese, che lo cita come quello che ha influenzato di più il suo approccio al cinema. Scorsese ne loda la sua "economia di stile" e compara l'abilità del film nel comunicare le idee attraverso una "stenografia" cinematografica ai lavori di Jean-Luc Godard e Robert Bresson Nell'uscita di Settembre–Ottobre 1978 di Film Comment, Scorsese include il film nella sua lista di Guilty Pleasures. In aggiunta alle suddette idee, nello specifico Scorsese indica la scena in cui Claude si allena, isolato nella sua stanza, e come questa abbia influenzato una sequenza simile con Robert De Niro in Taxi Driver.
Nella sua recensione per il Chicago Reader, Jonathan Rosenbaum loda il film come "singolare e quasi perfetto", notando il suo "stile scarno e deciso" e "l'acuta sensibilità per il personaggio, il dialogo e per l'ellissi narrativa." Fernando F. Croce, in un'analisi del 2006 per Slant Magazine, scrive che "La cinepresa di Lerner indugia sul vuoto morale di [Vince] Edwards con una calma da cecchino." Il Time Out Film Guide descrive Murder by Contract come un "B movie magnifico e pragmatico", e "all'avanguardia" aggiungendo che "Lerner e il suo superbo direttore della fotografia, Lucien Ballard, riescono a ottenere il massimo con un budget ristretto, producendo un film "teso, asciutto e amorale; non 'limitato', ma 'misurato'."
Nella sua recensione originale del 1958, Variety mette in luce, lodandola, la musica di Perry Botkin Sr. creata per il film, notando che lo score basato tutto sulle chitarre dona al lungometraggio un "bel supporto d'atmosfera". Scrivendo per il Radio Times, il film-maker Anthony Sloman definisce Murder by Contract "una vera gemma e la giustificazione totale per l'esistenza dei B-movie", elogiandone la "trama cupa e sinistra che cela una sceneggiatura profondamente originale, che offre degli spunti filosofici sul pensiero del sicario Vince Edwards." Egli chiude col dire che il film è "sorprendentemente ben diretto da Irving Lerner e prodotto con abilità visto il budget ridotto, potrebbe essere definito pretenzioso da alcuni; un altro punto di vista è ritenerlo, invece, originale, intelligente e avvincente. Oltre ad essere solido come una roccia."